# 上田 (上田市)
上田（うえだ）は、長野県上田市の地名（大字）。郵便番号は386-0001。

## 地理
上田市の上田地区に属する。北は真田町傍陽、東は住吉、南は中央東、中央北、緑が丘、西は常磐城に隣接する。南部を国道18号上田バイパスが北西から南東に通っている。昭和44年（1969年）から同46年(1971年)にかけて、住居表示事業により、中央、中央東、中央北、中央西、二の丸、天神、緑が丘が分立。

## 沿革
- 明治22年（1889年）4月1日 - 町村制施行、小県郡上田町（山口・金井・蛇沢を除く）、常磐城村、常入村が合併し上田町が発足し、古里村、上野村、住吉村と上田町の一部（山口・金井・蛇沢）が合併して神科村が発足。
  - 山口・金井・蛇沢を除いた旧上田町の部分は上田町大字上田、山口・金井・蛇沢は神科村大字上田となる[4]。
- 昭和32年（1957年）8月1日 - 神科村を上田市に編入。上田市大字上田と神科村大字上田を統合[4]。

## 世帯数と人口
2021年（令和3年）1月1日現在の世帯数と人口は以下の通りである。
| 大字 | 世帯数    | 人口    |
| ---- | --------- | ------- |
| 上田 | 2,703世帯 | 6,117人 |

### 人口の変遷
| 2005年（平成17年） | 6,207人 | [ 5 ] |  |
| 2010年（平成22年） | 6,144人 | [ 5 ] |  |
| 2015年（平成27年） | 6,176人 | [ 5 ] |  |

## 施設
- 金井自治会館（上田309-2）[6]
- 長野県上田染谷丘高等学校
- 草創神社

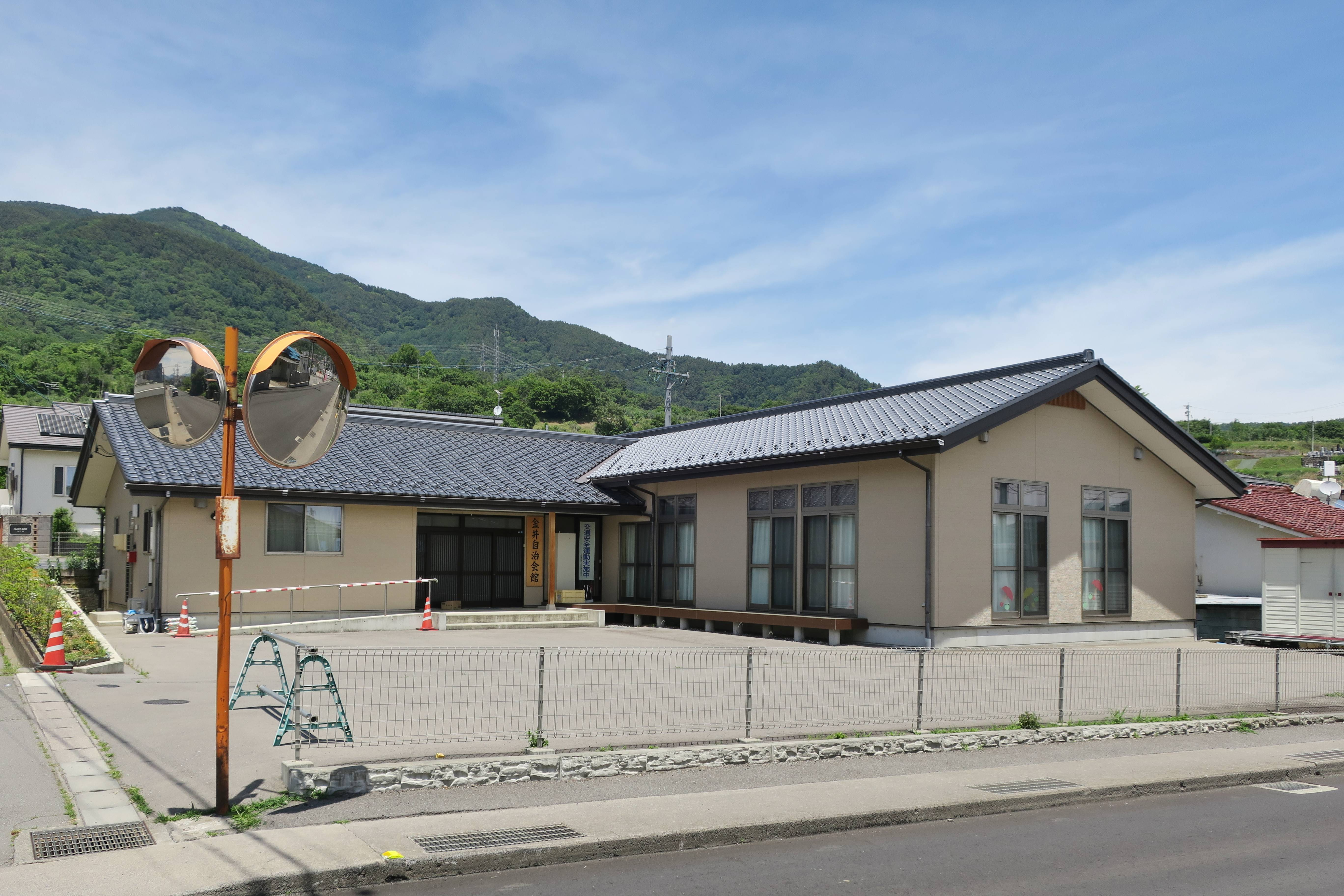
金井自治会館
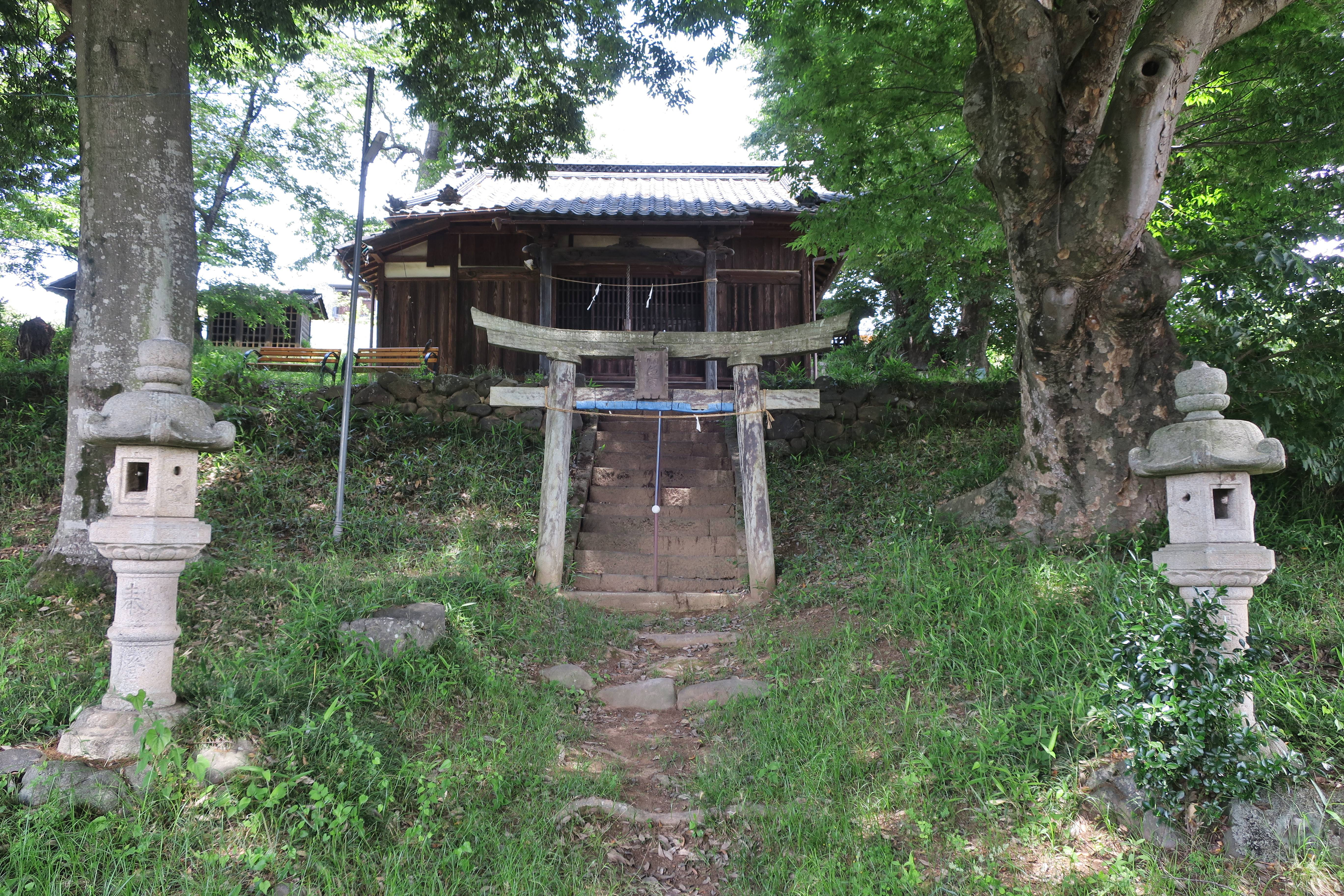
草創神社

## 小・中学校の学区
市立小・中学校に通う場合、学区は以下の通りとなる。
| 地区                       | 小学校             | 中学校             |
| -------------------------- | ------------------ | ------------------ |
| 上川原柳、新田、山口、蛇沢 | 上田市立北小学校   | 上田市立第三中学校 |
| 緑が丘北                   | 上田市立西小学校   | 上田市立第三中学校 |
| 金井                       | 上田市立神科小学校 | 上田市立第五中学校 |